# Марко Орсі
Марко Орсі (італ. Marco Orsi, 11 грудня 1990) — італійський плавець.
Учасник Олімпійських Ігор 2012, 2016 років.
Призер Чемпіонату світу з водних видів спорту 2015 року.
Призер Чемпіонату світу з плавання на короткій воді 2012, 2014, 2018 років.
Призер Чемпіонату Європи з водних видів спорту 2012, 2014 років.
Чемпіон Європи з плавання на короткій воді 2010, 2011, 2015, 2017 років, призер 2008, 2009, 2013, 2019 років.